# Битка при Параитакена
Битката при Параитакена (на гръцки: Παραιτακηνή, Paraitakene) е конфликт през втората диадохска война между могъщите военачалници Антигон I Монофталм и Евмен от Кардия през есента 316 г. пр. Хр. до Параитакена близо до днешен Исфахан в Иран.
Антигон се обявява за победител, въпреки прибилизително 3700 убити, и 4000 ранени от своите бойци. От страна на Евмен, убитите са 540 и към 1000 ранени.
След битката Антигон I Монофталм се оттегля в Мидия, a Евмен оставя войската си да си почине в Габиена. През зимата 316 г. пр. Хр. между двамата се състои битката при Габиена.